# スカイ・ワールド
『スカイ・ワールド』（SKYWORLD）は、瀬尾つかさによる日本のライトノベル。イラストは武藤此史が担当している。富士見ファンタジア文庫（富士見書房→KADOKAWA）から刊行された。
メディアミックス展開として、コミカライズが『月刊ドラゴンエイジ』で2014年2月号から久遠まことの作画により連載されていた。日本国外においては、東立出版社（台湾）より翻訳版が刊行されている。

## 登場人物

### 覇者の御旗（ヘゲモニー）

#### ジュン・チーム
ジュン / 三木盛 淳一郎（みきもり じゅんいちろう）
ファーストクラス-魔剣士。セカンドクラス-アサシン。
オンラインゲームが趣味の高校二年生。「蒼穹の果てを見てくる」と謎の言葉を残して音信不通となったネット上の親友、カイを探し、謎の少女アリスに導かれてスカイワールドを訪れた。
元々オンラインゲームをやりこんでいただけあってゲーマーとしての腕は凄まじく、レイド戦闘における指揮能力も高い。特にゲームのシステムの裏をかいたり、敵対勢力の内情や弱点を即座に見抜くなど、その自由な発想と柔軟な思考から来る作戦立案能力に関しては目を似張るものがあり、何度も圧倒的不利な戦力差や状況を覆した。
性格はどちらかと言うと無愛想。人付き合いに関してはかなり臆病で、異性から好意を寄せられても応える度胸もないヘタレ。しかし、仲間が危機に陥った時は何を犠牲にしてでも救おうとする姿勢は不思議と多くの人間を惹き付けるカリスマ性となり、仲間たちからは信頼を得ている。特にかすみからは、好意と相成って絶対の信頼を寄せられており、命の危機に瀕しても、ジュンが必ず救ってくれると信じて疑わなかった。
クエストを攻略することに生きがいと快楽を感じる自他共に認めるクエストマニアで、仲間たちから「クエストオタク」「クエストマニアの偏執狂」などと罵られても、怒るどころか喜んでいる筋金入り。クエストを発行する能力を持ったキーサンドラとも意気投合した。
前述の通り、他のプレイヤーと違い、親友を探して自らの意思でスカイワールドに訪れた。当初は固定グループを作らず主に一人でのんびりとプレイしていたが、第八軌道のアルタリア島を訪れた際、かすみの危機を救ったことがきっかけで、弟子入りを志願してきたかすみと彼女の友人のエリとパーティを組んだ。そして、同島からの脱出を目指す過程で顔も知らない親友カイと初めて会合し、ずっと男だと思っていたカイが実は女性だったこと、そしてその正体がかすみのはぐれた仲間であるサクヤであることを知る。その後、かすみの身を案じてアルタリア島からの脱出を妨害しようとしたカイ／サクヤと戦い、打ち倒す。この出来事がきっかけでカイ／サクヤを追い、本格的に上の軌道を目指すようになる。
かすみからの好意は自覚しているが、自分のミスが原因でかすみを命の危機に陥れてしまった罪悪感と、それがきっかけで芽生えた“彼女を不幸にしてしまうのではないか”という不安から応えられずにいる。
自身のクラスは、ファーストクラスが攻撃特化した魔剣士。セカンドクラスが隠密行動と奇襲を得意とするアサシンと、何よりもダメージを与えることに重点を置いた典型的な前衛攻撃タイプ。普段使用している武器は大振りの両手剣だが、実際は“変化の武器（シェイプ・ウェポン）”といって、あらゆる接近武器に変化する能力を有しており、グレイスラッガーからは「自在剣のジュン」と呼ばれた。この特性を利用して、武器を持ち替える必要があるため、本来なら戦闘中に1度しか使えない「奥義」を、音声で素早く変えることで3つも使用することができる。
自身の腕前やクエスト攻略のために培った知識やスキルなども合わさり、一人でレイド級モンスターを倒してしまうほど。
かすみ / 有香崎 かすみ（ゆかざき かすみ）
ファーストクラス-ライト・ウォリアー。セカンドクラス-フェニックス・ガード。
第八軌道のアルタリア島で活動する「紅布騎士団」というギルドに所属していた少女。高校二年生。元々は親友サクヤやその仲間と共に行動していたが、飛空艇で移動中に遭遇したモンスターの特殊攻撃を受けて船からアルタリア島に転落してしまった。落下した地点がちょうどバインドポイントだったため、そのままアルタリア島にバインドされてしまい、仲間と逸れてしまった上に死に戻り（デスルーラ）することも出来ず、紅布騎士団に拾われて島からの脱出方法を模索する日々を送っていた。
上級蜂蜜というドロップアイテムを得るため、一人でモンスターと戦って危うくなったところをジュンに救われた。一人で（エリの援護を受けていたが）レイド級モンスターを倒した彼の腕を目の当たりにし、弟子入りを志願。これが原因で紅布騎士団に疎まれるようになったため、エリと共にギルドを脱退して正式にジュンの仲間となり、以後は行動を共にするようになる。
絵に描いたような純真無垢な性格。話し方は常に敬語で、他人名前を呼び捨てにすることはなく、必ず「さん」「ちゃん」「くん」を付けて呼ぶ。誰に対しても優しく労わりを持って接するため、ジュンやエリからは「聖女」と言われている。ジュンを初めとした冒険者たちがスカイワールドの住民をただのNPCとしか見ていなかった一方で、かすみだけは最初から同じ人間として接しており、後にジュンたちが考えを改めるきっかけとなった。そのあまりに純な性格の前ではアリスですら調子を崩してしまうほど。料理の腕も超一流で、行く先々で冒険者、原住民問わず大好評を得ている。かなりスタイルが良く、エリからは嫉妬と羨望の眼差しで見られることも。
行動を共にするようになってからジュンに恋愛感情を抱くようになる。当人は誰にもそのことを打ち明けていなかったが、そのあまりにもわかりやすい性格のため、すぐに仲間全員に悟られてしまった。けっこう嫉妬深く、ジュンが他の女性と話しているのを見ると子供っぽく拗ねるようになった。普段は聖女のように優しいが、反面、怒らせるとかなり怖い。また、一度意を決すると容易には譲らないなど、意外に頑固な性格。
ゲームに関してはまったくの素人だったが、ジュンに弟子入りしてからは、真面目な性格と飲み込みの早さも相成って、短期間で一流の軽戦士となった。
ファーストクラスは回避能力に長けたライト・ウォリアー。セカンドクラスが解禁後はフェニックス・ガードを選択。フェニックス・ガードはリジェネレートとダメージシールドに加え、蘇生能力を有しているため、ライト・ウォリアーとの相性が良く、極めて優秀な防御要員となった。
エリ / 乾 枝理（いぬい えり）
ファーストクラス-白魔術師。セカンドクラス-白魔術師→フェニックス・ガード。
かすみと共に「紅布騎士団」に所属していたツインテールが特徴の白魔術師の少女。中学三年生。現実世界ではリア充を演じていたが実際は信頼しうる友人と呼べる者はなく、ネットに依存する生活を送っていた。スカイワールドに飛ばされ、紅布騎士団に拾われても他者に心を許すことが出来ないでいたが、偶然出会ったかすみの純真でまっすぐな人間性に好意を持つ。そして彼女を島から脱出させるため、ベテランプレイヤーのジュンの元にかすみを弟子入りさせた。ジュンの存在を疎ましく思っていた紅布騎士団にかすみの弟子入りが知れると、彼女を連れて早々にギルドを脱退。ジュンの元に押しかけて半ば強引に仲間となった。
性格、口調共に高飛車で大人びており、非常に感情が豊か。一行の中で最年少ながら、仲間の事を呼び捨てにし、子供っぽいかすみのことは「あの子」呼ばわりしている。一方で、自分の貧弱な身体つきにはコンプレックスを感じている。しかも仲間の中で、自分以外の女性陣全員がスタイルが良く巨乳ぞろいのため、胸のことを指摘されると酷く怒るうえに嫉妬で我を忘れてしまうこともあるため、ユーカリアにしばしばからかわれている。
ジュンのことは信頼しているが、本来は臆病で人付き合いが苦手な彼に強引にかすみを押し付け、二人の仲が上手く行くよう、仲間や信頼関係の大切さを根拠もなくジュンに吹き込んだことに少なからず罪悪感を抱いていた。スウィトネヴルの一件でユーカリアが裏切った際、ジュンを傷つけた彼女への怒りと自身への罪悪感、そしてジュンは自分を許してくれない、という思い込みから来る恐怖も合わさり、かすみの前で号泣するなど、根はかなり弱い。が、そんなエリの苦悩を歯牙にもかけず、状況を冷静に分析してスウィトネヴルを救い、ユーカリアを取り戻したジュンの姿を見て一層信頼を寄せるようになり、ジュンの前では素直に弱音や本音を洩らすようになった。
フエルファイ・キャンペーンの最中、ジュンとヒカルから、自分たちがスカイワールドに来た経緯と、ジュンが捜しているネット上の友人「カイ」が、実はかすみの親友であり、ヒカルの従姉妹であるサクヤであったことを知り、ジュンとかすみを取られたような気分になって自己嫌悪に陥ってしまうが、リュカやかすみの言葉を聞いて立ち直った。
現実にいた頃からMMORPGを3年ほどやり込んでいただけあって、ゲーマーとしての腕前はベテラン。ファーストクラス、セカンドクラス共に白魔術師であり、回復、支援に特化している。セカンドクラス解禁後はジュンたちの戦力アップによって比較的安定している上、ドルイドの能力を得たユーカリアやオラクルの能力を持ったヒカルも回復ができるようになったため、本人は見せ場が少ないと不満を洩らしている。
ユーカリア / 紫藤 エリシア 紫（しどう エリシア ゆかり）
ファーストクラス-ガンスリンガー。セカンドクラス-ドルイド。
日本人の父親とアメリカ人の母親の間に生まれたハーフの少女。元々は年上の仲間4人と固定グループを組んで活動していたが、ユーカリア以外の仲間がそれぞれ二組のカップルとなって結婚し、冒険家を引退することになり、一人だけ弾き出されて途方に暮れていたところを、知り合いであったジュンに誘われ、仲間になった。
歳はジュンとかすみと同じ。育ちの良いお嬢様のような口調と雰囲気を持ち、スタイルも良く相当な美人なのだが、実はかなりお茶目な性格で、しょっちゅうジュンやエリをからかって遊んでいたるめ、エリからはライバル視されている。ガンスリンカーとしての腕前も確かだが、戦闘で興奮すると卑猥な言葉を叫びまくったり、無垢なスズランに猥語を吹き込んだりしており、さらには未成年なのに酒を飲む上に酒癖が相当悪い。
アメリカ人の母親は彼女が生まれてすぐ亡くなり、上場企業の役員である日本人の父親と兄である時雨（ゲッペン）と共にアメリカと日本を往復する生活を送っていたせいで友人もほとんどできず、髪や瞳の色の違いもあって他の子供たちからは敬遠されていた。兄である時雨は最初の内はそんな彼女のことを身体を張って守っていたが、次第に暴力を振るうようになる。が、兄に依存していた彼女自身はどんなに酷い虐待を受けても離れることが出来ず、いつしか誰かに依存しなければ一人では生きられなくなってしまい、激しい自己嫌悪を感じていた。
スカイワールドに来てからは4人の仲間たちに、その後はジュンに依存することで自分を保っていたが、スウィトネヴルで不幸にも兄と再会してしまい、スウィトネヴルの乗っ取りを画策する彼に手を貸し、ジュンたちを裏切ってしまう。しかし、ジュンの命懸けの呼びかけに心を動かされ、マインドコントロールから脱し、自らの手で時雨（ゲッペン）を捕らえ、完全に決別した。
ファーストクラスであるガンスリンガーは銃を用い、さまざまな状態異常を発生させる弾丸で前線を援護する制御役（コントローラー）である。ユーカリアはガンスリンガーとして卓越した腕を持っているのに加え、セカンドクラス解禁後は回復系のドルイドの能力も加わったことにより、ジュンと共に姿を消しての偵察や、戦闘後の回復もできるようになった。
ヒカル / 二ノ宮 ひかる（にのみや ひかる）
ファーストクラス-召喚術師。セカンドクラス-ビーストマスター→オラクル。
ジュンたちがスウィトネヴルで出会った召喚術師。かーくん、というリスに似た紫色の小動物をいつも肩に乗せている。召喚術師としての腕をジュンに見込まれ、彼以外に攻撃役のいない一行の仲間に加わった。
当初は中学生の少年かと思われていたが、実はジュンと同じく高校二年生の少女。一人称はボク。現実世界にいた頃は、二宮輝という名で、複数のアニメの声優を務めており、代表作は子供向けアニメ番組の登場人物である「タリア姫」。そういった過程でトラブルを避ける為に男装していたのだが、エリを初めとしたダメ絶対音感の持ち主にはしっかりバレていた。
実はカイことサクヤの従姉妹であり、ジュンと同じく『転生の日』の後、彼女に誘われて自らの意思でスカイワールドにやって来た。ジュンたちと出会う以前は召喚生物たちと共に第六軌道の山奥に引きこもり、半ば世捨て人のような生活を送っていたが、従姉妹のサクヤとは連絡を取り合っており、彼女に頼まれて《駒》と呼ばれるアイテムを探し出して彼女の元に送っていた。元々サクヤとは姉妹同然に育ったことから、彼女からジュンやかすみのことも聞かされていた。連絡を取り合っているうちにサクヤの危機を察し、サクヤを助けるために山を降り、頼りになる仲間を求めてスウィトネヴルを訪れたところ、サクヤの友人であり、同じ目的でスウィトネヴルを訪れていたジュンとかすみと僥倖な出会いを果たす。
ジュンと行動を共にするうちに好意を持ち、彼に対して、実は声優ではなく演劇をやりたかったこと、傷つくのが嫌でずっと一人で引き篭もっていたことを打ち明けた。その矢先、スウィトネヴルの女王であるキーサンドラ姫が誘拐され、仲間であったはずのユーカリアがそれに加担し、ジュン、かすみ、エリも嫌疑をかけられてエルフたちに捕らわれてしまう。ヒカルは逮捕を免れたが、仲間の裏切りという耐え難い事実と、互いに疑心暗鬼に陥った冒険者たちの雰囲気に嫌気が差し、逃げ出したい衝動に駆られるが、ジュンの身を案じて思い留まる。その際、初めてジュンへの恋愛感情を自覚すると同時に、それが実らない恋だと痛感した。が、ユーカリアが裏切ったという事実に直面しても彼女を信じ、さらに冷静に状況を分析し、僅かな違和感と突破口を導き出したジュンに感銘を受け、彼に付いて行く事を決意。彼の依頼で他の冒険者たちに自分の正体を明かし、彼らを纏め上げてジュンたちの危機を救い、王宮奪還作戦においても最後まで自分の役割を全うし、作戦成功に貢献した。
その後はフエルファイ・キャンペーンに参加した冒険者たちに自身がスカイワールドに来た経緯を打ち明けている。
召喚術師はその名の通りモンスターを召喚して戦わせる能力を持つ。ヒカルは召喚生物をペットと呼んで愛情まで持っており、召喚生物を呼び出すことに楽しみまで見出しているため、術師としての実力は高い。ビーストマスターはセカンドクラス専用のクラスで、敵モンスターの一時的に仲間にすることが出来る。召喚術師の召喚生物とは別枠で仲間を増やせるため、召喚術師／ ビーストマスターはソロプレイヤーの極まった形のひとつと言えるが、ヒカルの場合は後述の「かーくん」の為のカモフラージュだった。スウィトネヴルの一件以降はカモフラージュする必要がなくなり、グループに不足している補助能力と回復能力を補うため、オラクルに変更した。

#### サクヤ・チーム
サクヤ
ファーストクラス-魔剣士。セカンドクラス-バンデッド・ウォリアー。
ジュンやイサオのネット上の友人であり、ジュンに「スカイワールド」というMMORPGの存在と「蒼穹の果てを見に行く」というメッセージを残して消息を絶った。ジュンは彼女を追ってスカイワールドを訪れた。また、かーくんを使って「蒼穹の果てを目指せ」という手紙をヒカルの元に送り、彼女をスカイワールドに招いた。
一人称が「ボク」なのに加え「カイ」というハンドルネームを名乗っていたことからジュンやイサオには男性だと思われていたが、実際はかすみと同じ学校に通う女子高生であり、ヒカルの従姉妹。
気分屋な性格で意地っ張り。揉め事が大好きなトラブルメーカー。さらに、本人は否定しているが、若干アブノーマルな一面もある。自分を上回る無茶な行動力と柔軟な発想と思慮を持ったジュンのことは心から信頼する一方、世間知らずなリアルの親友であるかすみをとても可愛がっており、彼女が三度目の死の危機に瀕した時は密かに助けに来ていた。家族同然に育ったヒカルには自虐的な一面も見せている。
6歳の頃、人工知能の研究者だった父親の研究を超えるプログラムのコードを書いた結果、両親が離婚。その後、小学校を出るまでヒカルの家に預けられていたため、ヒカルとは姉妹同然に育った。6年後に父親に引き取られるが、その理由は自身の仕事のために彼女の能力を利用するためであり、その結果、彼女は「アリス」という名の人工知能を開発する。
ジュンとヒカルを招いたことを始め、スカイワールドに対する特別な知識を有しており、ヒカルに《駒》という特殊なアイテムの収集を依頼している。
元々はかすみとともにスカイワールドを冒険していたが、第四軌道で行われている凄惨な殺し合いを前に彼女の心を慮り、フエルファイ・キャンペーンの最中に事故に見せかけてかすみを脱出困難なアルタリア島に閉じ込めた。アリスからかすみがジュンと知り合い、飛空艇で島を出ようとしていることを聞かされ、妨害するためにアルタリア島を訪れ、初めてジュンと対面し、一騎討ちの末に敗北した。その後、クネッティの野望を阻止するため、仲間たちと共に三大ギルドを相手に抗争を続けており、「幽幻旅団」と「黄金の果実倶楽部」に追い詰められていたが、寸前で駆けつけたジュンに救われる。
ユズリハ
ファーストクラス-召喚術師。セカンドクラス-白魔術師。
チームのサブリーダー。愛称はユズ。現実世界ではサクヤたちのクラスメイトで委員長だった。
サクヤからは貧乳委員長と言われているが、当人に言わせると貧乳に見えるのはかすみを基準にしているからであり、実際は人並みとのこと。
サクヤから信頼されているジュンに若干嫉妬している。
チョココロネ
ファーストクラス-アサシン。セカンドクラス-バンデッド・ウォリアー。
サクヤの仲間の一人で、胡乱な目をしたツインテールの少女。愛称はチョコ。現実世界ではサクヤたちのクラスメイト。
身長が小学生並みに小さい。反射神経や運動能力が高い。
ロイド
ファーストクラス-スカルソード。セカンドクラス-不明。
チームのサブリーダーを務める男性。

#### その他
イサオ
ファーストクラス-黒魔術師。セカンドクラス-オラクル。
パヤンの職人組合に在籍している髭もじゃの男性冒険者。熟練の黒魔術師であり、スカイワールドでも有数の錬金術師でもある。基本的に誰に対してもさん付けで呼び、語尾に「～っす」と付けた敬語で話す。
ジュンやカイ（サクヤ）とはスカイワールドに来る前からのネット上の友人であり、ジュンとは実際に会ったことがある。他のプレイヤーと同様、望まずにスカイワールドに飛ばされてしまった一人であるが、務めていた会社が倒産し、無職となった直後だったことから「この世界で錬金術師として生計を立てていたほうがいい」と、前向きに捉えている。
年下のジュンのことを尊敬しており、朱雀クエストを初め、幽幻旅団との抗争にも進んで協力した。フエルファイ・キャンペーン攻略にもリュカや仲間たちと共に参加。ジュンがカイに会いに行こうとしていることを看破した。その際、ジュンからカイの正体と、自身がスカイワールドに来た経緯を聞かされるも、最後までジュンに付いていくことを決意している。『タリア姫』のファン。
ベッキー
ファーストクラス-召喚術師。セカンドクラス-闇狩人。
イサオと同様、パヤンの職人組合に在籍している眼鏡の女性。現実では大学院生であり、イサオとは同じ大学の同級生で、彼にスカイワールドを進めた張本人。アーチェリーを習っており、スカイワールドでも弓を武器としている。
イサオと共にジュンのフエルファイ・キャンペーン攻略に参加。捜索、モンスターの釣り、攻撃と幅広く活躍し、ジュンたちにとっては必要不可欠な存在となっている。一方で、とんでもない酒豪であり、アルコールが切れると手が震えると言い出したり、クエスト中も頻繁に酒を飲んだり、戦闘で大活躍していたかと思えば終わった途端に倒れた上、途中から記憶が無いと言ってジュンを戦慄させた。
スカイワールドにいる自分が本当の自分なのか不安を抱いていたが、ジュンに、スカイワールドをインストールしたプレイヤーが現実世界で失踪していたことを聞かされ、ひとまず安堵していた。
がらくたどう
ファーストクラス-バード。セカンドクラス-白魔術師。
スウィトネヴルで砦防衛クエストに参加していた冒険者の一人。落ち着いた性格の、大柄で貫禄のある大学二年生。特定のグループには属さず、その都度組んだ仲間たちの能力を引き出すことに喜びを見出しているプロの野良プレイヤー。そのため、ファーストクラスがバード、セカンドクラスが白魔術師とサポートに特化している。
スウィトネヴルのクーデター事件では、山田たち30人ほどの冒険者と共に王宮内に潜入し、彼らを指揮してナイト・ゴーレムと戦った。その後、事件を解決に導いたジュンに興味を示し「ジュンがどこまでいくのか見てみたい」という理由から、彼のスカウトに応じてフエルファイ・キャンペーン攻略に参加する。
子供向けのアニメ番組『タリア姫』のファンという意外な一面を持っている。
山田 一郎（やまだ いちろう）
ファーストクラス-ナイト。セカンドクラス-ライト・ウォリアー。
スウィトネヴルに滞在していた冒険者パーティのリーダー。のんびりとした話し方が特徴のニキビ顔の少年。望まずしてスカイワールドに飛ばされた身でありながら、ゲームとしてスカイワールドを楽しんでいる、ある意味、ジュンの同類。
キャラクター名を「あいうえ」「ああああ」「ゆうしゃ・あ」などと変えまくった結果、本名でしか呼ばれなくなってしまった本末転倒な人。
彼のグループは同じ高校の、同じ部活のメンバーで構成されており、リーダーである山田がスカイワールドを“楽しんでいる”側の人間であることから、グループとしての練度はジュンたちを凌いでいる。
『タリア姫』のファンであり、ヒカルの正体にも気づいていたが、男装していた彼女の事情を察し、他の冒険者たちにも黙っておくように密かに手をまわしていた。
スウィトネヴルのクーデター事件後、ジュンに誘われてフエルファイ・キャンペーン攻略に参加。
ミミネコ
ファーストクラス-黒魔術師。セカンドクラス-白魔術師。
山田一郎のグループのひとりである少女。高校生であるが、エリ並みの貧乳。感情にあわせて動く自律可動型猫耳というアクセサリーを常に頭に付けている。そのためか、語尾に必ず「～にゃ」と付ける。山田と同様、スカイワールドを楽しんでいる側の人間であり、自分たちのことを「ロクでもない人種」と語っていた。

### パヤン
リュカ / 玉城 桃子（たましろ ももこ）
ファーストクラス-黒魔術師。セカンドクラス-ローアマスター→ソーサラー。
第七軌道ラオタイ島のパヤンの街で「道具屋」というアイテムショップを営む12歳の少女。弟が無断で自身のタブレットに『スカイワールド』をインストールした結果、この世界に飛ばされてしまったという経緯から、当初は元の世界に帰りたいと泣き続けていたが、偶然にも担任の教師であったゲンタと再会し、立ち直った。
ジュンとはかすみたちと出会う前からの知り合いで、彼女が鑑定スキルの限界突破クエストの協力をジュンたちに依頼したことがきっかけで隠しクエスト『蓬莱皇帝の復活』が発動し、クリア後、セカンドスキルが開放されることとなった。そのため、彼女もセカンドスキルにフェニックス・ガードを選択することが出来る。
ラオタイ島を旅立ったジュンたちといったん別れるが、彼らがフエルファイ・キャンペーンにチャレンジするに当たり、セカンドスキルを商人用のローアマスターから黒魔術師と相性の良いソーサラーに変更して再び合流。資金面で一行をバックアップし、クリアに貢献した。その後、ジュンからクネッティの思惑を聞かされ、一足先に第四軌道へ向かった。
ずば抜けた商才から道具家をパヤンでも有数の店に育て上げ、金貸し業まで兼業しており、共同経営者であり担任の教師でもあるゲンタを完全に尻に敷いている。小学六年生の女の子とは思えないクールで大人びた性格。年上であるジュンたちのことは基本的に呼び捨てにしており、彼の弱みを握ってネタにするなどして末恐ろしがられている。
当初は戦闘経験がほとんどなく、実戦で浮き足立ってジュンたちの足を引っ張って落ち込むこともあったが、『蓬莱皇帝の復活』やフエルファイ・キャンペーンを通して大きく成長。キャンペーンに参加した冒険者たちから引っ張りだこになっていた。
なお、リュカという名前はCDシアター ドラゴンクエストのVの主人公の名前であり、彼女の弟が付けたもの。
ゲンタ
リュカ（桃子）の担任の教師であり、道具屋の共同経営者。といっても商才は皆無で、今では完全にリュカの手足となって働いている。リュカがフエルファイ・キャンペーンに参加している間、道具屋の留守を預かっているが、売り上げはかなり酷いとのこと。
本人についてはジュンやリュカの話の中で語られるのみで、いまのところ未登場。
チャチャ
パヤンの街に住む自称情報屋の少女。かすみを救うために街の衛士に協力を依頼した。

### 紅布騎士団
シロコ
ファーストクラス-黒魔術師。
第八軌道アルタリア島で活動する女性だけのギルド『紅布騎士団』のリーダーだが、それは単純に年功序列で決定したもので、純粋に実力を買われたものではない。眼鏡をかけた大学三年生の女性。スカイワールドをクリアする気もアルタリア島から出る気もない、いわゆる待機組で、居心地の良い現在の環境がずっと続けばよいと考えていたが、そのわがままかつヒステリックな性格や横暴な態度からギルドメンバーの多くに反感を持たれていた。
自分たちが総がかりでも倒せなかったレイド級モンスターをジュンが一人で倒したことで恨みを抱き、ジュンに弟子入りしたかすみやエリを半ば追い出した結果、ギルドは内部分裂を起こしてしまう。それらをすべてジュンのせいだと逆恨みし、取り巻きと共にMPKしようとするも、返り討ちにされた。

### 幽幻旅団
ダイコク
ファーストクラス-バンデッド・ウォリアー。
幽幻旅団の部隊長であり、同ギルドの初期メンバーの一人で、大鎌使いのバンデッド・ウォリアー。新人たちの訓練と「鳳凰の生き血」の獲得のため、部隊と共にラオタイ島にある古代神殿を占拠していたため、かすみを救いたいジュンたちと対立し、抗争に発展。ジュンによる兵糧攻めと鳳凰との戦闘によって戦力を著しく減衰させられるも、ジュン率いるパヤンの冒険者部隊との戦いでは自ら先陣を切ってジュンと一騎討ちを展開。クラスの相性や技量と装備の差もあって彼を追い詰めるも、アイテムを使ったジュンの変則的な戦い方に対応出来ず敗北した。
その後、ザッカーがシステム・イベントを邪魔して怪物化した際は、素直に部下の不始末を認めてジュンに謝罪し、部隊を指揮してジュンを援護した。
リアルでは会社員であり、若くして係長を任されていた。それ故に組織というものを理解しており、新人たちの訓練を任されていた。
サイズ
ファーストクラス-不明。
ダイコクの副官を務める眼鏡の青年。大学生。ダイコク同様、幽幻旅団の初期メンバーの一人。パヤンの冒険者部隊との戦いではダイコクに代わって部隊を指揮するものの、部下たちが寄せ集めな上にプレイヤー戦に慣れておらず、さらにジュンの兵糧攻めによってボロボロだったことが重なって敗北した。
ザッカー
ファーストクラス-バンデッド・ウォリアー。
ダイコクの部下の一人。横暴な性格で、リュカから無理やりアイテムを奪おうとしていた為、ジュンに仲間の前でロリコン扱いされた上、自ら挑んだ戦いで一方的に敗れたことから彼を逆恨みする。『蓬莱皇帝の復活』イベントを妨害し、鳳凰の心臓を奪い取った結果、かすみが三度目の死に直面した上、自らは鳳凰に身体を乗っ取られて怪物化してしまうが、アリスの助力を得たジュンに倒され、開放された。
サカモチ
ファーストクラス-ヘヴィ・ウォーリアー。
幽幻旅団の初期メンバーの一人で、一時はギルド最高の壁役立ったこともある優秀なヘヴィ・ウォーリアー。ジュンの仕掛けた兵糧攻めに苦しむダイコクを救援するため、部下と共に飛空艇でラオタイ島に赴くも、待ち構えていたジュンの奇襲を受け、なにも出来ないまま奥義二連発を喰らって敗北したうえ、飛空艇を奪われてしまった。

### 神秘の座
ゲッペン / 紫藤時雨（しどう しぐれ）
ファーストクラス-不明。セカンドクラス-セイバースター。
グレイスラッガーに唆されてキーサンドラを誘拐し、セイバースターの持つアビリティ・スティールを使って彼女のディヴァイン・ルーラーの能力のひとつ、ナイト・ゴーレムの操縦者任命権『ガーディアン・オーダー』を奪い取り、それを用いてスウィトネヴルの乗っ取りを画策した。
ユーカリア（紫）の実の兄。幼い頃から妹を虐待しており、彼女を妹ではなく自らの所有物として扱っていた。
ユーカリアをマインドコントロールし、一時はスウィトネヴル王宮と樹上都市クーネルカのナイト・ゴーレムを手中に収めるも、ジュンたちの奇襲を受けて王宮内に潜入されてしまう。ナイト・ゴーレムを使って対処するも、ジュンたちの陽動作戦によって遂にエリとヒカルに心臓部である格納庫へ侵入される。二人の後を追おうとした際、ジュンたちの呼びかけでマインドコントロールから脱したユーカリアによって麻痺させられ、捕らえられる。
その後、エルフたちによって逮捕され、禁固一千年（事実上の終身刑）が言い渡された。
グレイスラッガー
ファーストクラス-不明。セカンドクラス-セイバースター。
痩身の長剣使い。一人称は「おいら」で、飄々とした掴みどころのない性格ながら、ジュンと互角に渡り合えるほどの実力者。
表向きはゲッペンの仲間であるが、実は彼を唆して『神秘の座』を結成させ、スウィトネヴルの乗っ取り事件を起こさせた。神秘の座、という名前も彼が提案したもの。
クーデター事件の黒幕であるが、本当の目的はナイト・ゴーレムにもクーデターでもなく、王族だけが入れるスウィトネヴルのクーネルカ王宮の宝物庫だった。そのために密かにキーサンドラのデフォルト能力『ロイヤル・コール』を盗み、王宮奪還を目指すジュンたちと『神秘の座』の戦闘にまぎれて宝物庫から一人の少女（スズラン）を盗み出そうとしたが、寸前でジュンに阻止され、倒された。彼の装備はすべてバインド属性だったため、ジュンたちは彼の正体や目的について手がかりを得ることは出来なかった。

### NPC（スカイワールド人）
ルーフェイ
パヤンの街の一級衛士。真面目な性格で、冒険者のことを理解するべきだと考えている。
キーサンドラ
第五軌道スウィトネヴルに住むエルフ族の王女。
エルフ族の王位継承者のみが扱える『ディヴァイン・ルーラー』というクラス保持者で、冒険者にクエストを発行する『クエスト・クリエイト』。ナイト・ゴーレムの操縦者任命権である『ガーディアン・オーダー』を有し、意識不明の父王に代わって実質的に国を取り仕切っている。
非常に現実的な性格で、自らの持つ『クエスト・クリエイト』の研究と、より良い使い方を模索し続けており、同じような趣味を持つジュンと意気投合していた。ヒカルはキーサンドラを「ジュンの同類」と評している。一方で、かすみからお菓子作りを学び、自ら作ったお菓子を冒険者たちに振舞うなど、基本的に身分や種族に捕らわれず、誰に対しても平等に接する聡明かつ寛容な人物。
スウィトネヴル乗っ取りを画策するゲッペンら『神秘の座』に連れ去られ、『ガーディアン・オーダー』の能力を奪われてしまう。ジュンたちに助けられるが、『ディヴァイン・ルーラー』の力を冒険者に利用されることを危惧したエルフ族に殺されそうになるも、ヒカルたちに救われ、事なきを得る。その後、ジュンの依頼で王宮奪還クエストを冒険者たちに与えた。その甲斐あって無事に王宮の奪還に成功するが、実は『神秘の座』の黒幕であるグレイスラッガーによって知らぬ間にデフォルト能力である『ロイヤル・コール』を盗まれており、これによって王宮の宝物庫に侵入されてしまうが、こちらもジュンによって阻止される。しかし、グレイスラッガーが宝物庫から“人間の少女”を盗み出そうとしていたと知った時は「宝物庫に人がいるはずがない」とひどく困惑し、ジュンに「少女（スズラン）の謎を解く」というクエストを与えた。
その後もジュンとは連絡を取り合っており、リュカからは「ジュンの現地妻」と称された。
カルシルファシル
キーサンドラの側近で国務大臣を務める白髪の男性エルフ。エルフ族は外見があまり変化しないため一見若く見えるが、実際はかなりの老齢。冒険者たちからは「じい」、「家老」などと呼ばれていた。キーサンドラの右腕的な存在だが、冒険者に対しては懐疑的で、彼女が冒険者に気軽に接していることを快く思っていない。
キーサンドラが誘拐された際、政府の決定に従い、部隊を率いて彼女の抹殺を実行するも、ジュンやヒカルらに阻止され、取り押さえられる。後にキーサンドラからは「国を想うが故の行動だった」と許された。
タイロン・タイランカント
リザードマンの王国クネッティの摂政。クエスト神官を傀儡とし、クエストを通じて冒険者を操ることによってナイト・ゴーレムの秘密を手中にしようと画策している。

### 謎の人物
アリス
ジュンをスカイワールドに招いた謎の少女。ゴスロリのドレスを纏い、いつもウサギの人形を吊るした傘を差している。
プレイヤーでもNPCでもなく、スカイワールドのシステムを管理する側の存在であり、ゲームマスターに近い権限を持つ。
「あのかた」と呼ぶ上位の存在の命令で姿を消しながらジュンを監視している。といっても常に隠れているわけではなく、ジュンが呼びかけると姿を現す他、自分からジュンやかすみの前に現れることもある。目的は不明ながらジュンに「蒼穹の果て」を目指して欲しいらしく、しょっちゅう上の軌道を目指すよう催促したり、サクヤと取引してジュンにけし掛けたこともある。会話しても自身に都合の悪いことは決して話さないが、自分の出来る範囲内で手助けをすることもあり、ジュンの依頼で紅布騎士団を監視し、かすみに警告を告げた他、ザッカーによって鳳凰がバグを起こした際は、かすみの命を救い、ジュンに「ホーリーアベンジャー」というGM専用の武器属性を与えて支援した。
ほとんど感情を表すことはないが、かすみにちゃん付けで呼ばれた時は幸せそうに顔をほころばせていた他、サクヤにおもちゃにされた際は慌てていた。また、本人は否定しているが、言動がだんだんエリに染まってきている節がある。
スウィトネヴルでの一件でジュンたちがスズランを保護して以降、音信不通となった。
なお、「アリス」とは、サクヤが開発した人工知能の名前でもある。
かーくん
いつもヒカルと行動している、羽の生えたリスに似た紫色の生物。実質彼女の相棒と言える。ヒカルの言葉がわかるのか、よく彼女の言動に合わせて「ぴいぴい」と鳴いている。当初、ヒカルはクエストで貰った精霊と説明していたが、その正体は「虐殺の紅玉竜」（カルネージ・ルビードラゴン）という巨大なドラゴンで、ナイト・ゴーレムとも互角に渡り合えるほどの力を持つ。そして、現実世界においてサクヤの使いでヒカルをスカイワールドに導いた張本人であり、アリスと同様、システム側の存在である。サクヤとは何らかの繋がりがあるらしく、彼女にヒカルが集めた《駒》を届けていた。
スズラン
スウィトネヴル王国のクーデター事件の際、グレイスラッガーが王宮の宝物庫から連れ去ろうとしていた少女。名前を持たなかったため、ジュンたちにスズランと名付けられ、彼らの元に預けられる。
その正体や、なぜ宝物庫にいたのかは不明だが、キーサンドラは宝物庫に人などいるはずがない、と語っている。
外見年齢は小学校低学年ほど。アリスとよく似ているが、こちらは相応に無邪気で明るく天真爛漫な性格だが、大人顔負けのボキャブラリーを持つ。が、それが災いし、ユーカリアが悪戯で卑猥な言葉を覚えさせようとして、いっそう卑猥な言葉を連呼するようになってしまった。
日の大半を寝て過ごしており、二、三日に一度、数時間しか目を覚まさず、さらに眠っている間は夢の中でジュンたちの行動を彼らの肩越しの視点で見ているが、理由に関しては当人もわからないらしい。
ヒカルはスズランを《駒》というアイテムの一種ではないかと考えている。

## 書籍

### 小説
- 瀬尾つかさ（著）・武藤此史（イラスト） 『スカイ・ワールド』 富士見書房→KADOKAWA〈富士見ファンタジア文庫〉、全11巻
  1. 2012年4月20日発売[3]、ISBN 978-4-8291-3754-3
  2. 2012年8月17日発売[4]、ISBN 978-4-8291-3794-9
  3. 2012年12月20日発売[5]、ISBN 978-4-8291-3834-2
  4. 2013年4月20日発売[6]、ISBN 978-4-8291-3880-9
  5. 2013年8月20日発売[7]、ISBN 978-4-8291-3924-0
  6. 2013年12月20日発売[8]、ISBN 978-4-04-712973-3
  7. 2014年4月19日発売[9]、ISBN 978-4-04-070094-6
  8. 2014年8月20日発売[10]、ISBN 978-4-04-070136-3
  9. 2014年12月20日発売[11]、ISBN 978-4-04-070424-1
  10. 2015年4月18日発売[12]、ISBN 978-4-04-070423-4
  11. 2015年8月20日発売[13]、ISBN 978-4-04-070638-2

### 漫画
- 瀬尾つかさ（原作）・武藤此史（キャラクター原案）・久遠まこと（作画） 『スカイ・ワールド』 KADOKAWA〈ドラゴンコミックスエイジ〉、全2巻
  1. 2014年8月9日発売[14]、ISBN 978-4-04-070261-2
  2. 2014年11月8日発売[15]、ISBN 978-4-04-070413-5